# 大阪市立鴫野小学校

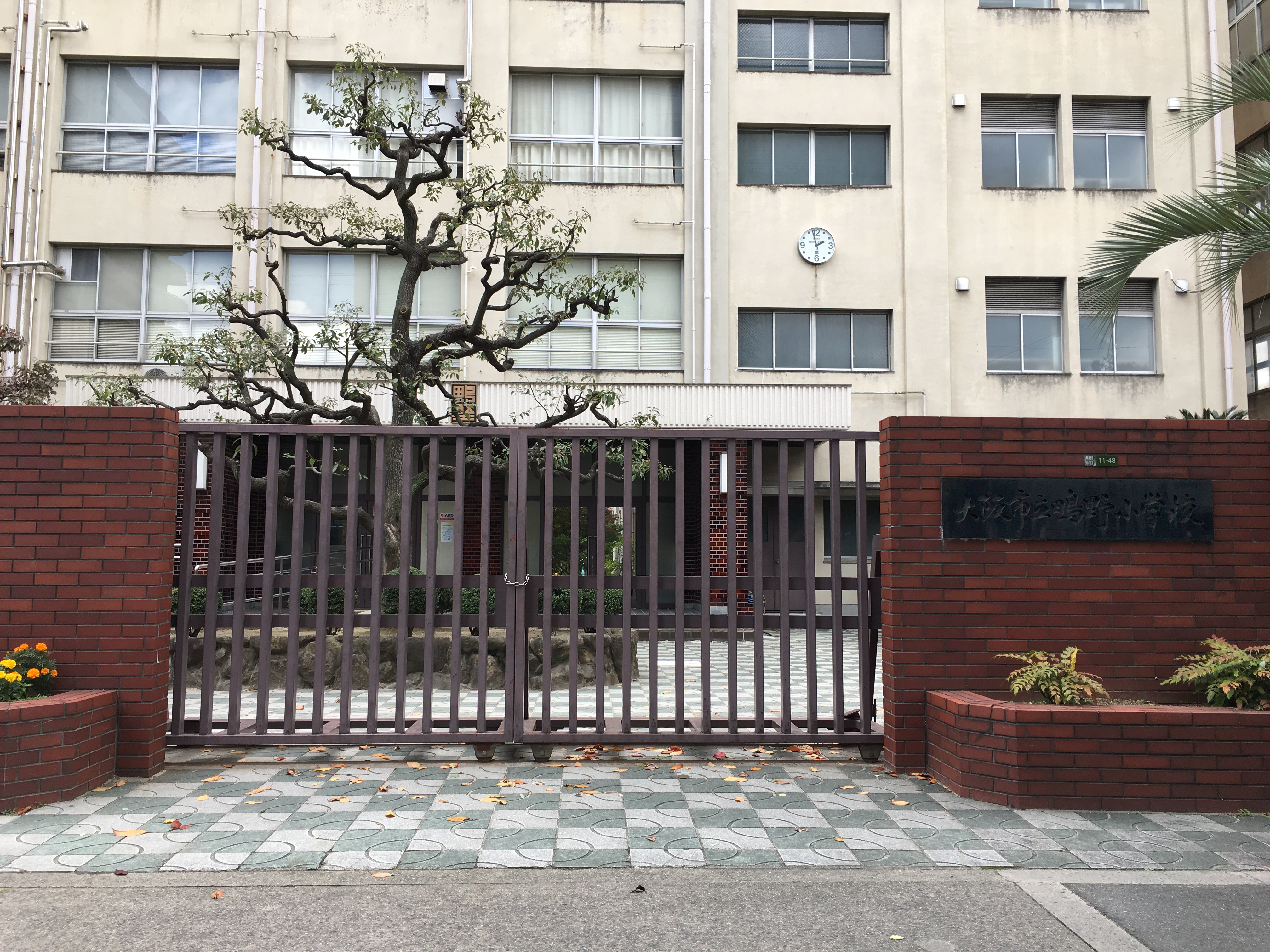
大阪市立鴫野小学校

大阪市立鴫野小学校（おおさかしりつ しぎのしょうがっこう）は、大阪府大阪市城東区鴫野西にある公立小学校。
1933年に大阪市城東尋常高等小学校（現在の大阪市立城東小学校）から分離して創立した。創立当初は現在のクレオ大阪東の場所に校舎を設置していたが、地域に高層住宅が建設されたことで児童が増加して手狭となったため、1980年に現在地に移転している。大阪城の東側・高層住宅と工場の混在する地域を校区とする。

## 沿革
- 1933年9月1日 - 大阪市鴫野尋常小学校として、旭区鴫野町734-14（現在の城東区鴫野西2丁目）に創立。
- 1933年12月1日 - 校舎落成式。この日を創立記念日とする。
- 1941年4月1日 - 国民学校令により、大阪市鴫野国民学校に改称。
- 1944年9月19日 - 福井県吉田郡に集団学童疎開。
- 1947年4月1日 - 学制改革により、大阪市立鴫野小学校に改称。
- 1962年4月3日 - 大阪府緑化推進委員会より、学校緑化で表彰を受ける。
- 1963年3月11日 - 大阪市教育委員会より、理科の研究校に指定される。
- 1966年6月3日 - 大阪市教育研究所より、ティーム・ティーチングの研究校に指定される。
- 1974年4月1日 - 養護学級を設置。
- 1980年4月1日 - 現在地に移転。

## 通学区域
- 大阪市城東区 鴫野西1丁目-4丁目の全域、鴫野西5丁目の一部。

卒業生は大阪市立城陽中学校へ進学する。

## 交通
- 片町線（学研都市線）・Osaka Metro 今里筋線 鴫野駅 西へ約600m。
- 大阪環状線 大阪城公園駅 東へ約1km。